# Shlomo Helbrans
Shlomo Erez Helbrans (né Erez Shlomo Elbarnes en 1962 et mort par noyade le 7 juillet 2017,) était un faux rabbin hassidique d'origine israélienne. Il était à la tête de la secte Lev Tahor (« cœur pur » en hébreu).
Au début des années 1990, il vit à Brooklyn (États-Unis) où il dirige une yechiva. En 1992, on lui confie la préparation de la Bar Mitzvah de Shai Fhima Reuven, 13 ans. L'enfant disparaît un temps et Helbrans est accusé d'enlèvement. Il est condamné à 12 ans de prison en 1994. En juin 1996, une cour d'appel réduit la peine,. Libéré en novembre 1996, il dirige par la suite une yechiva à Monsey, État de New York, avant d'être expulsé en Israël en 2000. 
Il émigre par la suite au Canada, demandant un statut de réfugié en invoquant qu'il est persécuté en Israël en raison de ses positions antisionistes. Il obtient le statut en 2003. Il s'installe à Sainte-Agathe-des-Monts (Québec) où il dirige environ 45 familles selon un culte ultra-orthodoxe. Visité à plusieurs reprises par la Direction de la protection de la jeunesse à partir de l'été 2013, plusieurs membres du groupe quittent le Québec en novembre 2013 pour s'établir à Chatham et Windsor en Ontario. En mars 2014, une partie des membres quitte le Canada pour se rendre à Trinité-et-Tobago dans les Antilles.